# Втрати 60-ї окремої мотострілецької бригади (РФ)
У статті наведено подробиці поіменних втрат 60-ї окремої мотострілецької бригади Збройних сил РФ у різних військових конфліктах.

## Російсько-українська війна
| п/п | Прізвище, ім'я, по батькові                                              | Звання                 | Дата народження | Дата смерті   | Місце смерті      |
| --- | ------------------------------------------------------------------------ | ---------------------- | --------------- | ------------- | ----------------- |
| 1.  | Ємцов Олександр Анатолійович (рос. Емцов Александр Анатольевич)          | старший лейтенант      | 10.08.1994      | 20.03.2022    | Донецька область  |
| 2.  | Сарданов Аскендер Шахнавазович (рос. Сардаров Аскендер Шахнавазович)     | старший лейтенант      | 09.03.1996      | 20.03.2022    |                   |
| 3.  | Вохменін Дмитро Георгійович (рос. Вохменин Дмитрий Георгиевич)           | молодший сержант       | 15.12.2000      | 21.03.2022    | Авдіївка          |
| 4.  | Галієв Артем Радикович (рос. Галиев Артём Радикович)                     | майор                  | 17.10.1989      | 05.05.2022    |                   |
| 5.  | Магомедов Байрам Ісамутдинович (рос. Магомедов Байрам Исамутдинович)     | старший прапорщик      | 12.07.1983      | 02.07.2022    |                   |
| 6.  | Капустян Данило Олексійович (рос. Капустян Данил Алексеевич)             | ???, снайпер-розвідник |                 | ??.07.2022    |                   |
| 7.  | Саприка Антон Олегович (рос. Сапрыка Антон Олегович)                     | старший сержант        | 21.04.1994      | 26.08.2022    |                   |
| 8.  | Данчин Віталій Олексійович (рос. Данчин Виталий Алексеевич)              | майор                  | 19.08.1970      | 20.09.2022    | Луганська область |
| 9.  | Мухутдинов Айрат Рустамович (рос. Мухутдинов Айрат Рустамович)           | молодший сержант       | 03.08.1994      | 25.09.2022    | Нескучне          |
| 10. | Султем Суван-Оол Арсланович (рос. Султем Суван-Оол Арсланович)           | рядовий                | 24.04.2002      | 27.10.2022    |                   |
| 11. | Вольський Сергій Григорович (рос. Вольский Сергей Григорьевич)           | рядовий                | 11.12.1991      | 24.11.2022    |                   |
| 12. | Костирєв Василь Васильович (рос. Костырев Василий Васильевич)            | рядовий                |                 | до 08.12.2022 |                   |
| 13. | Маркевич Олексій Сергійович (рос. Маркевич Алексей Сергеевич)            | молодший сержант       | 23.04.2001      | 21.12.2022    | Луганська область |
| 14. | Скрипкін Косятнтин В'ячеславович (рос. Скрипкин Константин Вячеславович) | молодший сержант       | 30.10.2002      | 31.01.2023    | Нескучне          |
| 15. | Вдовкін Олексій Андрійович (рос. Вдовкин Алексей Андреевич)              | молодший лейтенант     | 14.09.2000      | 03.10.2023    | Старомайорське    |
| 16. | Кондаков Валерій Володимирович (рос. Кондаков Валерий Владимирович)      | сержант                | 28.07.1988      | до 31.05.2024 |                   |